# 魏森巴赫
魏森巴赫是德国巴登-符腾堡州的一个市镇。总面积9.07平方公里，总人口2503人，其中男性1273人，女性1230人（2011年12月31日），人口密度276人/平方公里。